# Arhopala adala
Arhopala adala är en fjärilsart som beskrevs av De Nicéville 1895. Arhopala adala ingår i släktet Arhopala och familjen juvelvingar. Inga underarter finns listade i Catalogue of Life.